# Federazione calcistica del Pakistan
La Federazione calcistica pakistana (in inglese Pakistan Football Federation, acronimo PFF) è l'organo che governa il calcio in Pakistan. Pone sotto la propria egida il campionato e la Nazionale pakistana. Fu fondata nel 1948 ed è affiliata all'AFC e alla FIFA. L'attuale presidente è Makhdoom Syed Faisal Saleh Hayat.